# 테일즈 오브 마즈'에이알
테일즈 오브 마즈'에이알(Tales of Maj'Eyal)은 2012년 마이크로소프트 윈도우, macOS, 리눅스용으로 출시된 오픈 소스 로그라이크 비디오 게임이다. 테일즈 오브 마즈'에이알은 개발자가 도네이션웨어 방식으로 프리웨어로 제공하며, 기부는 프리미엄 모델의 일부로 독점적인 온라인 기능을 잠금 해제한다. 이 게임은 스팀과 GOG와 같은 디지털 배포 플랫폼을 통해서도 구매할 수 있다.
이 게임의 TE4 게임 엔진 소스 코드는 GNU GPLv3 라이선스가 적용되어 있으며, 게임의 자산은 테일즈 오브 마즈'에이알 내에서만 사용이 허가되어 있다.

## 게임플레이
테일즈 오브 마즈'에이알은 고전적인 로그라이크 키보드 명령과 마우스 기반 인터페이스를 결합한 사용자 정의 가능한 그래픽 인터페이스를 특징으로 하는 던전 탐험 게임이다. 많은 오래된 로그라이크 게임과 달리, 테일즈 오브 마즈'에이알은 풀 컬러 그래픽을 포함하며 거의 전적으로 마우스로 플레이할 수 있다. 영구적 죽음을 특징으로 하지만, 플레이어는 게임 내 업적 및 레벨업과 같은 다양한 수단을 통해 추가 생명을 얻을 수 있다.
테일즈 오브 마즈'에이알은 전략적인 턴제 전투를 강조하며 플레이어가 제어하는 유연한 캐릭터 개발을 제공한다. 게임 플레이는 플레이어의 전략적 결정과 전투 전략을 계획하고 실행하는 능력에 크게 의존한다. 플레이어는 9개의 종족 중 하나와 25개의 직업 중 하나를 선택하여 시작하며, 확장팩을 통해 추가 옵션을 사용할 수 있다. 모든 종족과 직업이 시작부터 이용 가능한 것은 아니다. 일부는 게임 내 업적을 통해 또는 금전적 기부 또는 구매를 통해 잠금 해제되어야 한다.
플레이어는 수많은 던전과 다양한 적들이 있는 에이알의 풍부한 세계를 탐험한다. 줄거리는 비선형적이며, 성공은 캐릭터 계획, 스토리라인 선택, 그리고 전투에서 플레이어의 기술의 균형에 달려 있다.

### 온라인 지원
플레이어는 선택 사항인 온라인 게임 서버에 등록할 수 있으며, 이를 통해 자신의 캐릭터, 업적, 높은 점수를 볼 수 있다. 서버는 또한 최고 플레이어 킬러, 가장 일반적인 종족/직업 선택, 성공적인 완료 횟수와 같은 게임 통계를 수집한다. 또한, 게임 서버는 플레이어들이 실시간으로 서로 소통할 수 있는 온라인 채팅 시스템을 포함한다.

## 개발
테일즈 오브 마즈'에이알은 니콜라스 카살리니("DarkGod")가 개발했으며, 그래픽은 아센 카네프("Rexorcorum")와 레이몬드 가우스태드네스("Shockbolt")가 담당했다. 이 게임은 카살리니의 이전 게임인 테일즈 오브 미들 어스(ToME)를 기반으로 하며, 이 게임 자체는 그의 펀앙밴드(PernAngband) 변형을 기반으로 했다. 이 변형은 원래 쟁밴드(Zangband)에서 파생되었고, 다시 앙밴드를 기반으로 했다. ToME 4의 개발은 2009년에 시작되었으며, 첫 공식 출시는 2012년에 이루어졌다.
T-엔진 게임 엔진은 C로 작성되었으며, 루아로 작성된 그리드 기반 게임 모듈을 위한 개발 프레임워크를 제공한다. 이 엔진은 입자 효과 및 셰이더를 포함한 다양한 OpenGL 기능을 지원한다. T-엔진은 2011년과 2012년 연례 세븐 데이 로그라이크 챌린지에서 게임을 만드는 데 사용되었다.
여러 확장팩이 출시되었다. 어쉬록의 재(Ashes of Urh'Rok)는 2014년 10월 27일에, 분노의 불씨(Embers of Rage)는 2016년 2월 23일에, 그리고 금지된 숭배(Forbidden Cults)는 2018년 5월 16일에 출시되었다.
플레이어는 애드온 시스템을 통해 테일즈 오브 마즈'에이알 게임 모듈을 수정할 수 있으며, 이를 통해 그래픽, 인터페이스, 콘텐츠, 게임 플레이 균형을 사용자 정의하고 새로운 기능을 추가할 수 있다.

## 평가
테일즈 오브 마즈'에이알은 2010년, 2011년, 그리고 2012년에 "아스키 드림스 로그라이크 오브 더 이어" 상을 수상했으며, 2012년에는 5,000명 이상의 로그라이크 플레이어가 투표했다. 또한 Valve의 스팀 상점에 추가되었으며 DRM 프리 플랫폼인 GOG.com에서도 이용할 수 있다. 2016년, 스팀스파이는 스팀에서 15만 명 이상의 소유자를 보고했으며, 2주 동안 약 2,000명의 활성 플레이어가 있었다.
테일즈 오브 마즈'에이알에 대한 평가는 대체로 긍정적이었다. 비평가들은 접근성, 그래픽, 사용자 인터페이스, 배경 이야기, 그리고 다양한 게임 플레이를 칭찬했다. US 게이머는 이 게임을 "가장 훌륭한 로그라이크 중 하나"라고 평했다. 리눅스 저널은 테일즈 오브 마즈'에이알이 다른 게임들의 "캔디 크러시" 같은 단순함과는 대조적으로, 접근 가능한 학습 곡선과 함께 복잡한 게임 경험을 제공한다고 언급했다. 스팀에서는 "압도적으로 긍정적"으로 평가되어 95%의 긍정적인 평가를 유지하고 있다.

## 같이 보기
- 오픈 소스 게임 목록